# Margitta Pufeová
Margitta Pufeová (rozená Ludewigová, rozvedená Droeseová; * 10. září 1952, Gera, Durynsko) je bývalá východoněmecká atletka, jež se specializovala na vrh koulí a hod diskem.

## Kariéra
V roce 1970 vybojovala na juniorském mistrovství Evropy v Paříži bronzovou medaili ve vrhu koulí. Ta témže šampionátu obsadila také 6. místo v disku. V roce 1976 reprezentovala na letních olympijských hrách v Montrealu, kde skončila ve finále vrhu koulí na 6. místě (19,79 m). Na halovém ME 1977 ve španělském San Sebastiánu skončila těsně pod stupni vítězů, na 4. místě i přesto, že přehodila dvacetimetrovou hranici (20,09 m). Bronzovou medaili získala Eva Wilmsová ze Západního Německa za 20,87 m.
V roce 1978 získala stříbrnou medaili na halovém ME v Miláně, kde v koulařském sektoru prohrála jen s Helenou Fibingerovou. V témže roce vybojovala dvě medaile na evropském šampionátu v Praze. 30. srpna uspěla na strahovském stadionu Evžena Rošického ve vrhu koulí, kde vybojovala výkonem 20,58 m bronzovou medaili. O den později získala stříbro v disku. Nejdelší hod předvedla ve čtvrté sérii, kdy disk poslala do vzdálenosti 64,04 metru. Mistryní Evropy se stala její krajanka Evelin Jahlová.
Posledního velkého úspěchu dosáhla na letních olympijských hrách v Moskvě v roce 1980, kde získala bronzovou medaili ve vrhu koulí. Hned v první sérii zaznamenala pokus dlouhý 21,20 m a celkem šestkrát ve finále poslala kouli za dvacetimetrovou hranici. Suverénní olympijskou vítězkou se stala Ilona Slupianeková taktéž z NDR, která by zvítězila každým z jejich šesti platných pokusů. Zúčastnila se také finále disku, když v kvalifikaci předvedla výkonem 65,52 m nejdelší hod ze všech 17 závodnic. Ve finále nakonec obsadila 5. místo, když nejdelší hod z šesté série měřil 66,12 m.

### Osobní rekordy
- hala – 21,23 m – 26. února 1978, Senftenberg
- venku – 21,58 m – 28. května 1978, Erfurt
- hod diskem – 68,64 m – 17. srpna 1979, Berlín

## Osobní život
Jejím manželem byl východoněmecký atlet, sprinter Michael Droese, který v roce 1974 vybojoval na evropském šampionátu v Římě bronzovou medaili ve štafetě na 4×100 metrů.